# Tristan și Isolda (film)
Tristan și Isolda (Tristan and Isolde) este unul dintre cele mai vizionate filme din istoria cinematografiei mondiale. Această producție de film a deținut ani la rândul supremația rețetei de casă, realizând cele mai mari încasări.
În cadrul acestui mit celtic al iubirii invincibile, care are la bază legenda cu același nume ("Tristan și Isolda"), cei doi îndrăgostiți apar în postura de adversari.

## Sinopsis
După căderea Romei, războinicii temuți ai Angliei sunt dominați de regele irlandez Donnchadh. Unul dintre ei, Lord Marke (Rufus Sewell) urmărește să unească triburile de britoni pentru a forma o singură națiune. Cel mai aprig și mai curajos dintre cavaleri este Tristan (James Franco), pe care Marke l-a crescut ca pe un fiu după ce acesta rămăsese orfan în urmă unui atac al irlandezilor. Cu Tristan de partea sa, Marke crede că poate să-și unească poporul și să scape Anglia de sub dominația irlandezilor. 
Dar Tristan ascunde un secret teribil. Rănit în bătălie și lăsat să moară, e îngrijit de Isolda (Sophie Myles) o misterioasă și nemaipomenit de frumoasă irlandeză. Isolda îl ascunde pe Tristan de tatăl ei, regele Donnchadh. Cu leacuri și vorbe dulci de dragoste, Isolda îl pune pe picioare. 
Cei doi trăiesc o scurtă și pasionată poveste de dragoste, iar Tristan trebuie să se întoarcă în Anglia, fără să afle cine este de fapt blonda Isolda. Regele Donnchadh încearcă în orice chip să arunce triburile engleze înapoi în haos. Printr-o manevră meschină, regele irlandez promite mâna fiicei sale celui care câștigă un turnir cavaleresc, la care invită să ia parte toți cavalerii de seamă ai Angliei. 
Tristan câștigă mâna domniței pentru regele său, Marke, a cărui dorință de unificare e astfel împlinită. Tristan e uimit și ingrozit când află că a câștigat pentru regele său mâna frumoasei irlandeze ce-i salvase viața. Și ce-i mai rău, e că de Marke îl leagă o adâncă și loială prietenie. Mai întâi despărțiți de țări aflate în război, iar mai apoi de loialitatea față de un bărbat puternic și drept, Tristan și Isolda încearcă să-și înăbușe dragostea de dragul păcii și viitorului Angliei. In ciuda eforturilor de a sta despărțiți, pasiunea izbucnește. Tristan și Isolda vor fi impreună, riscând totul pentru o clipă de îmbrățișare.

## Box Office
Filmul a fost lansat în SUA pe 13 ianuarie 2006, iar în România pe 12 mai 2006. În primul week-end de la lansare filmula avut încasări de 7.612.008 $.

## Actori și personaje
| James Franco      | Tristan        |
| Sophia Myles      | Isolde         |
| Rufus Sewell      | King Marke     |
| David O'Hara      | King Donnchadh |
| Mark Strong       | Lord Wictred   |
| Henry Cavill      | Melot          |
| Bronagh Gallagher | Bragnae        |
| Ronan Vibert      | Bodkin         |
| Lucy Russell      | Edyth          |
| J. B. Blanc       | Leon           |
| Graham Mullins    | Morholt        |
| Leo Gregory       | Simon          |
| Dexter Fletcher   | Orick          |
| Richard Dillane   | Aragon         |
| ----------------- | -------------- |